# Sara Espígul i Ginebra
Sara Espígul i Ginebra   (Vilassar de Mar, 1984) és una actriu de cinema, teatre i televisió catalana.
Criada a Mataró, s'ha format com a actriu a l'Escola Memory, a Timbal, a l'Eòlia, i al Col·legi del Teatre, entre d'altres.
Va ser col·laboradora del magazine setmanal Enganxats. Amb la seva parella, el també actor Marc Martínez, ha tingut dos fills, la Mia el 2015 i el Bruc el 2019.

## Treballs

### Cinema
- 2015: Les nenes no haurien de jugar a futbol (telefilm)
- 2014: El camí més llarg per tornar a casa
- 2013: Barcelona, nit d'estiu
- 2011: Clara Campoamor, la dona oblidada (telefilm)

### Televisió
- 2020-2023: Com si fos ahir[4]
- 2014-2017: El crac[2]
- 2016: Nit i dia
- 2013: Gran Nord
- 2012: Kubala, Moreno i Manchón
- 2010: Gavilanes
- 2008: En construcción
- 2006-2007: El cor de la ciutat

### Teatre
- 2023: Fitzroy, quatre dones al límit - Dir. Jordi Galceran i Sergi Belbel - Teatre Borràs
- 2022: Monopoli – Dir. Mar Monegal i Josep Galindo – Sala Atrium
- 2018: Ovelles – Dir. Carme Marfà i Yago Alonso – Sala Flyhard
- 2018: Temps Salvatge – Dir. Xavier Albertí – TNC
- 2017: Ivànov – Dir. Àlex Rigola – Teatre Lliure
- 2016: Pretty – Dir. Marília Samper – Sala Villaroel
- 2015: Animals de Companyia – Dir. Estel Solé – Teatre Capitol
- 2015: Desdèmona – Dir. Martí Torras – Sala Muntaner
- 2014: George Kaplan – Dir. Toni Casares. Sala Beckett
- 2013: Terra Promesa – De Guillem Clua - Dir. Carles Fernández – Lectura dramatitzada
- 2013: De quan Somiava – Dir. Jordi Prat i Coll – Sala Atrium i Teatre Lliure
- 2012: Litus – Dir. Marta Buchaca - Teatre Lliure
- 2012: Rei i señor – Dir. Toni Casares – Teatre Nacional de Catalunya
- 2011: Una vella coneguda olor – Dir. Sergi Belbel – Teatre Nacional de Catalunya
- 2011: Tónio Kröger – Dir. Oriol Broggi – Biblioteca de Catalunya
- 2009: La Festa – Dir. Jordi Prat i Coll – Temporada Alta
- 2009: Romance – Dir. Neil Labute
- 2009: Les nenes no haurien de jugar a futbol – Dir. Marta Buchaca – Festival Grec
- 2007: Espectacle de Sonets – Dir. Jordi Prat i Coll – Sala La Planeta (Girona)
- 2007: Plastilina – Lectura dramatitzada – Dir/autor. Marta Buchaca, Sala Beckett (Obrador)
- 2007: Recital de poesia àrab i persa contemporània – Dir. Hermann Bonnín
- 2006: La Filla del Mar d’Àngel Guimerà – Dir. Lluís Juanet – Teatre Poliorama,
- 2005: El Follet Valent – Dir. Lluis Juanet – teatre Poliorama Espectacle Infantil
- 2003: El Rei Lleó - Dir. Toni Grané – Teatre Sala Cabanyes
- 2000: Nit de Sant Joan – Dir. Joan Peran – Teatre Sala Cabanyes